# ایستگاه کالامبا
ایستگاه قطار کالامبا ایستگاهی در خط اصلی جنوبی ("Southrail") راه آهن ملی فیلیپین است که در شهر کالامبا در لاگونا است. این یکی از دو ایستگاه راه آهن در شهر کالامبا است و یک ایستگاه اصلی دریک خط  اصلی در قسمت جنوبی این شهر است ، که به عنوان محل اتصال بین خط اصلی جنوب و خط شاخه ای قدیمی کالامبا-باتانگاس است،در گذشته برای اتصال به شهر باتانگاس استفاده می شد . این ایستگاه در سال ۲۴ ژانویه ۱۹۰۹میلادی افتتاح شد.
از مهمترین مراکز نزدیک به ایستگاه قطار می توان به ایستگاه اتوبوس مرکزی کالامبا و ترمینال جیپنی و مرکز پزشکی کالامبا اشاره کرد.

## قطار برقی
قطار برقی هیبریدی نیز در محل ایستگاه کالامبا قرار دارد که توسط مرکز تحقیقات و توسعه صنعت فلزات وزارت علوم و فناوری فیلیپین ساخته شده است.
این ایستگاه اصلی قطار برقی ترکیبی است که از کالامبا به سان پابلو در حال احداث بوده است ، پروژه قطار برقی از سال ۲۰۱۲میلادی آغاز شد و در سال ۲۰۱۴-۲۰۱۵ ساخته شد.  این پروژه در ژوئن ۲۰۱۶میلادی به بهره برداری رسید.

## جستار های وابسته
- ایستگاه قطار
- قطار